# Jalen Brunson
Jalen Marquis Brunson (født 31. august 1996) er en amerikansk professionel basketballspiller, som spiller for NBA-holdet New York Knicks. Han har været på All-Star holdet en gang i hans karriere.

## Klubkarriere

### Dallas Mavericks
Brunson blev valgt af Dallas Mavericks med det 33. valg i 2018 draften og han skrev herpå en fire-årig kontrakt med klubben. Brunson blev over de næste sæsoner etableret som en vigtig rotationsspiller for klubben i rollen som sixth man. Hans store gennembrud kom i 2021-22 sæsonen, hvor han blev etableret i startopstillingen.

### New York Knicks
Brunson skiftede i juli 2022 til New York Knicks efter kontraktudløb hos Mavericks. Han imponerede i sin debutsæson i New York City, hvor han for første gang scorede 20+ point per kamp i en sæson.
Han scorede den 15. december 2023 for første gang 50 point i en kamp imod Phoenix Suns. Han blev i 2023-24 sæsonen for første gang inkluderet på All-Star holdet i ligaen.

## Privat
Jalen Brunson er søn af den tidligere basketballspiller Rick Brunson.